# Élection présidentielle biélorusse de 2001
Une élection présidentielle a lieu en Biélorussie le 9 septembre 2001. Le président sortant Alexandre Loukachenko est réélu. 
Les observateurs électoraux de l’Organisation pour la sécurité et la coopération en Europe déclarent que la l'élection « n'a pas respecté les normes internationales ».

## Système électoral
Le président de la république de Biélorussie est élu au suffrage universel direct au cours d'un scrutin libre et secret pour un mandat de cinq ans, selon un mode de scrutin uninominal majoritaire à deux tours modifié : est élu le candidat qui recueille plus de 55 % des suffrages exprimés au premier tour. À défaut, un second tour est organisé entre les deux candidats arrivés en tête, et celui recueillant le plus de suffrages est déclaré élu.

## Résultats
| Candidats à la présidence  | Voix      | %     |
| -------------------------- | --------- | ----- |
| Alexandre Loukachenko      | 4 666 680 | 75,65 |
| Vladimir Gontcharik (en)   | 965 261   | 15,65 |
| Sergueï Gaïdoukévitch (en) | 153 199   | 2,48  |

## Suites
Alexandre Loukachenko prête serment le 21 septembre suivant.